# Сингх, Акашдип
Акашдип  Сингх (в.-пандж. ਅਕਾਸ਼ਦੀਪ ਸਿੰਘ; род. 2 декабря 1994, Пенджаб) — индийский хоккеист на траве, форвард национальной сборной Индии и хоккейного клуба Уттар Прадеш Визардс. Лауреат спортивной премии «Арджуна».

## Биография
Родился в Веровале, штат Пенджаб. Начал играть в хоккей в средней школе.
Присоединился к Академии хоккея в Лудхиане, а затем к хоккейной академии Сурджита в Джаландхаре. В 2013 году дебютировал в профессиональном клубе Дели Вейврайдерс.
После трёх сезонов перешёл в клуб Уттар-Прадеш Визардс за 84 000 долларов.
Как игрок национальной сборной по хоккею участвовал в летней Олимпиаде в Рио-де-Жанейро и забил по голу в матчах со сборными Канады и Бельгии.
Не принимал участия на Олимпиаде-2020.
В третьей игре группового этапа против Уэльса на домашнем чемпионате мира 2023 отличился дублем.